# 艾加伊勒泰
艾加伊勒泰（Aiga-i-le-Tai）是萨摩亚的一个政治区（itūmālō）。该区位于乌波卢岛最西部，包含阿波利马海峡中的3个小岛（马诺诺岛、阿波利马岛以及无人居住的Nuulopa岛）。阿纳区的飞地Satuimalufilufi村被该区环绕。 
该区面积27平方公里，为萨摩亚面积最小的政治区。该区人口4,508（2001年统计），仅多于瓦奥福诺蒂区。
该区东邻阿纳区，西邻阿波利马海峡。行政中心位于Mulifanua。